# Paraceratherium
Paraceratherium (früher auch als Baluchitherium, Indricotherium oder Dzungariotherium beschrieben) ist eine Gattung aus der ausgestorbenen Familie der Indricotheriidae, die zu den Nashornartigen (Rhinocerotoidea) gehört und mit einem Gewicht von bis zu 20 Tonnen die größten bekannten landbewohnenden Säugetiere aller Zeiten stellte. Lediglich einige der größten Rüsseltiere könnten ähnliche Dimensionen erreicht haben. Weiterhin zeichnete es sich durch lange Beine, einen verlängerten Hals und einen vergleichsweise kleinen Schädel aus. Die Gattung lebte im Oligozän und im untersten Miozän vor etwa 34 bis rund 22 Millionen Jahren. Sie ist von zahlreichen, teils gut erhaltenen Fossilresten aus Ost-, Zentral- und Westasien bekannt, kam aber auch im heutigen Südosteuropa vor. Laut Untersuchungen der Backenzähne von Paraceratherium ernährte es sich hauptsächlich von weicher Pflanzenkost, dabei lebte es in teils offenen Landschaften, die unter subtropisch-warmem Klima bestanden. Die mitunter häufig genutzten Synonymnamen beruhen auf unabhängigen Beschreibungen von Fundmaterial aus unterschiedlichen Fundregionen, die überwiegend zu Anfang des 20. Jahrhunderts in recht kurzen Zeitabständen erstellt, aber schließlich im Jahr 1989 offiziell mit Paraceratherium vereint wurden. Die wissenschaftliche Entdeckung der Gattung begann Anfang des 20. Jahrhunderts. Der Name Paraceratherium leitet sich aus den griechischen Wörtern παρά (pará) für „neben“, κέρας (keras) für „Horn“ und θηρίον (thēríon) für „Tier“ ab und bezieht sich auf die nahe Verwandtschaft mit den Nashörnern.

## Merkmale

### Habitus

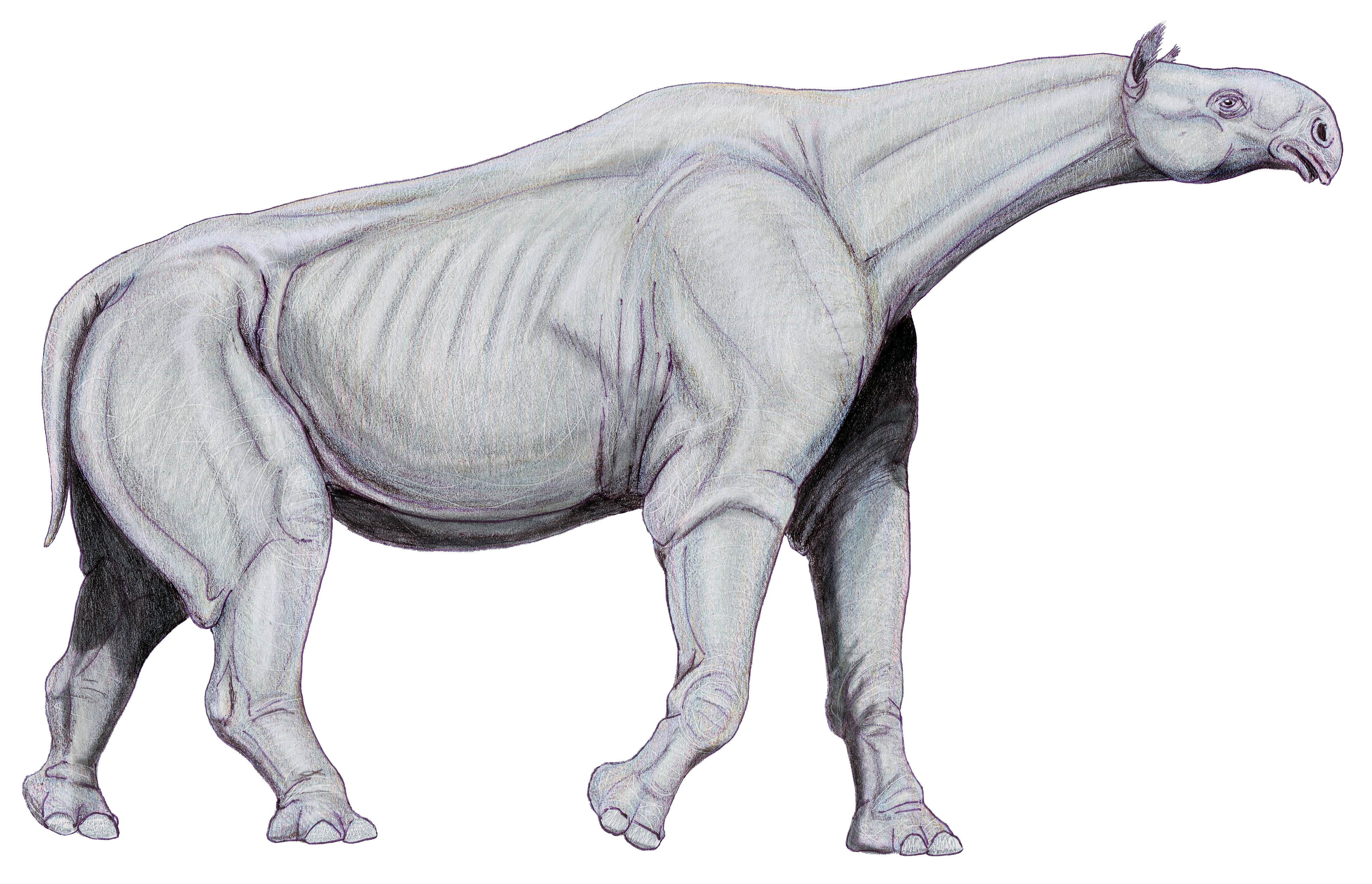
Neuere Lebendrekonstruktion von Paraceratherium

Paraceratherium war ein relativ langbeiniges und langhalsiges Tier mit einem kräftigen Körperbau und einem verhältnismäßig kleinen Kopf. Anhand der gefundenen Knochen wird für die größten Arten eine Kopf-Rumpf-Länge von 7,4 bis 8,7 m und eine Schulterhöhe von 4,5 bis 5 m angenommen (ohne Berücksichtigung der Bedeckung des Skelettes durch Weichteilgewebe), die Halslänge betrug rekonstruiert wohl rund 2 bis 2,5 m. Das Gewicht erreichte dabei schätzungsweise 15 bis 20 Tonnen, weibliche Tiere waren möglicherweise deutlich kleiner. Kleinere Arten wurden rund 6,2 m lang und besaßen ein Gewicht von etwa 7 bis 9 Tonnen.

### Schädel- und Gebissmerkmale

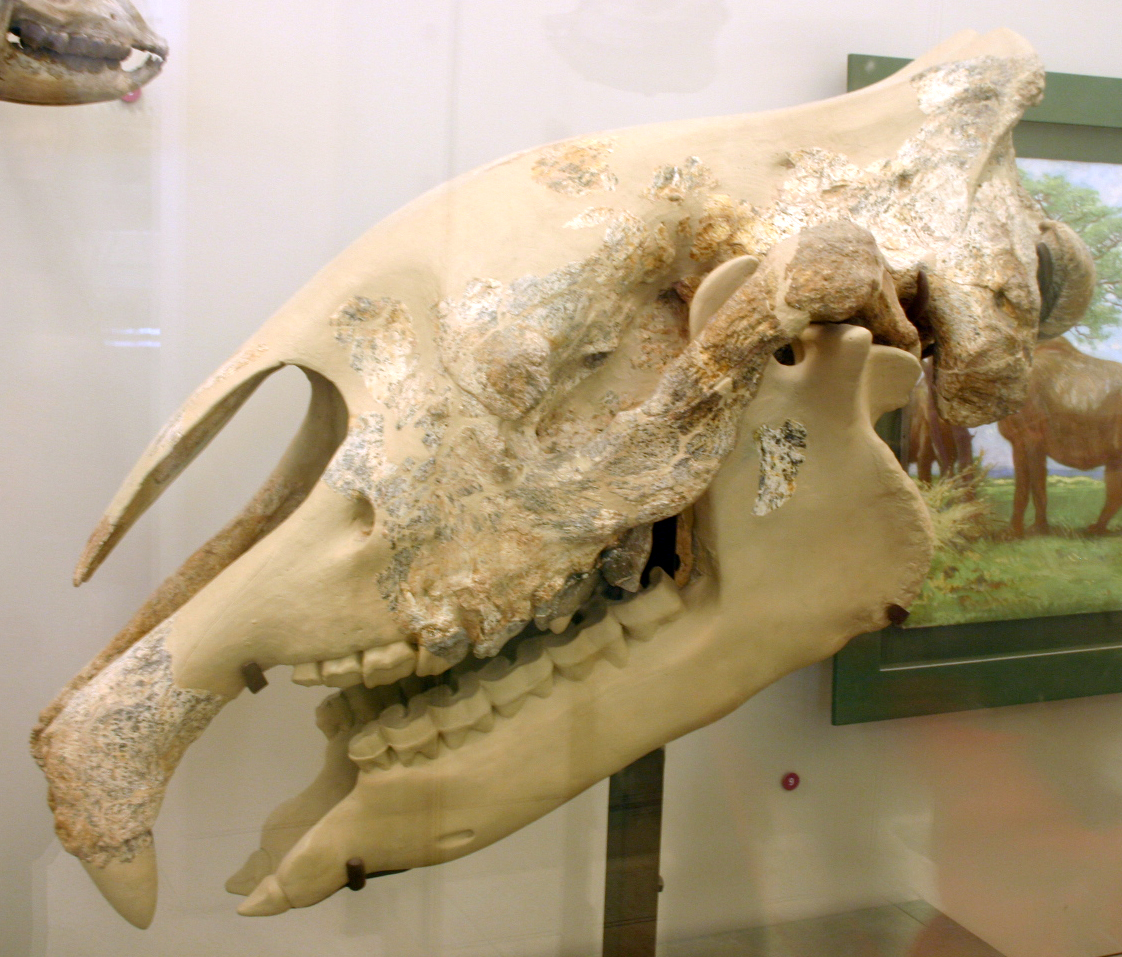
Schädel von Paraceratherium

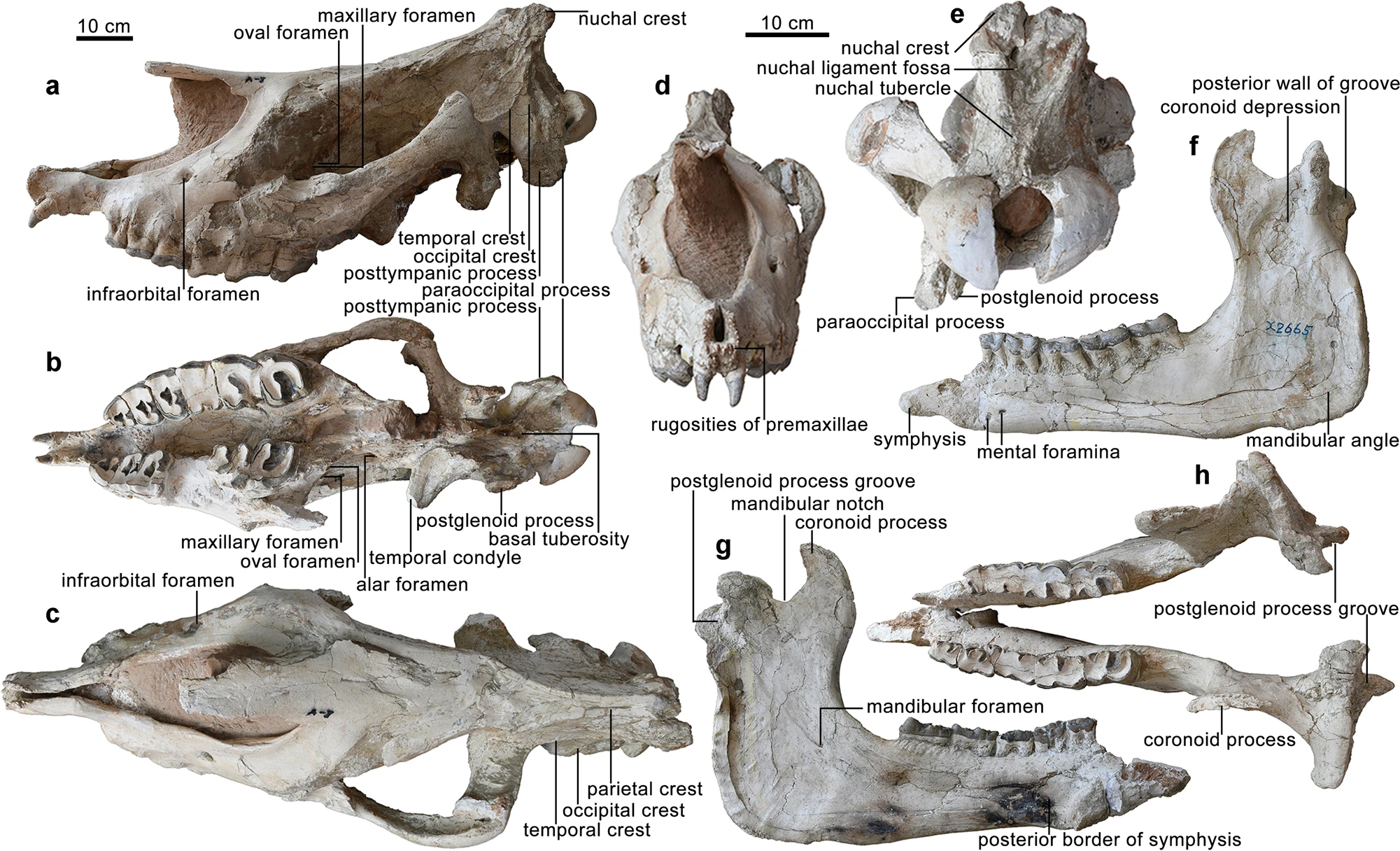
Schädel und Unterkiefer von Paraceratherium

Ein vollständig erhaltener Schädel war bis zu 130 cm lang und an den Jochbeinbögen bis zu 61 cm breit, einige fragmentierte Stücke lassen noch größere Exemplare annehmen. Dabei war der Schädel ausgesprochen langgestreckt und im Bereich des Gehirnschädels schmal und niedrig. Allerdings besaß der Oberschädel in der Mitte eine leichte kuppelartige Aufwölbung. In Relation zum gesamten Körper ist er verglichen mit heutigen Nashörnern eher klein. Das Nasenbein zeigte eine nur schwache Entwicklung und wies keine Aufrauungen auf, womit es belegt, dass die Gattung keine Hörner besaß. Das Hinterhauptsbein war schmal und lang und nicht so breit gebaut wie bei den heutigen Nashörnern. Es besaß lediglich einen schwach ausgeprägten Hinterhauptswulst, was auf eine weniger gut entwickelte Nackenmuskulatur schließen lässt – ein weiterer Hinweis auf die Abwesenheit eines Horns. Allerdings waren die Gelenkansätze am Hinterhaupt für die Wirbelsäule enorm groß. Der Unterkiefer war lang und schmal, aber recht kräftig gebaut. Die Symphyse reichte bis zum dritten Prämolar und war damit äußerst lang und robust.

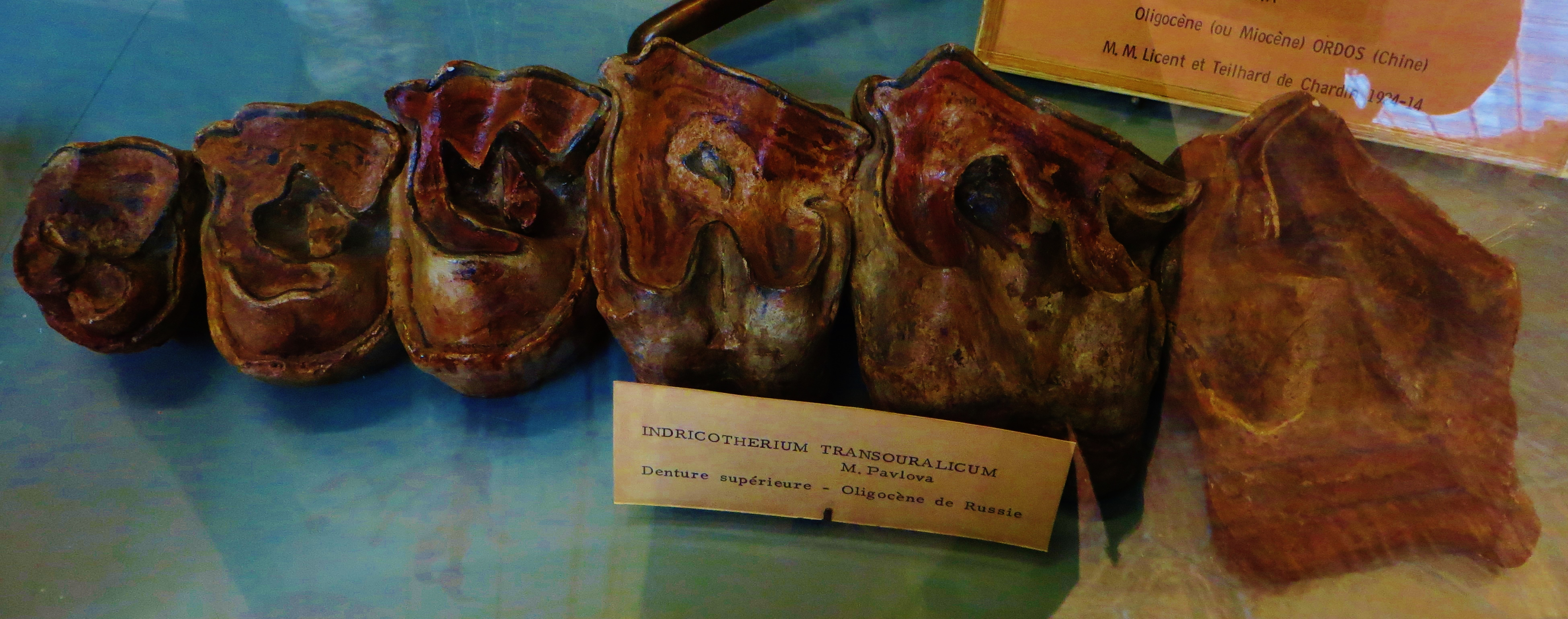
Oberkieferzähne von Paraceratherium

Paraceratherium hatte ein teilweise reduziertes Gebiss mit folgender Zahnformel: {\displaystyle {\frac {1.0-1.3-4.3}{1.0.3.3}}}. Im vorderen Gebiss besaß Paraceratherium oben und unten jeweils ein Paar Schneidezähne, die eine dolchartige Form aufwiesen und mit einer Länge von 6 bis 7 cm kleinen Stoßzähnen ähnelten. Dabei waren oben jeweils die zweiten Schneidezähne (I2) ausgebildet, die eher senkrecht oder leicht schräg nach vorn gerichtet im Kiefer saßen. Im Unterkiefer dagegen befanden sich die ersten Schneidezähne (I1) in horizontaler oder schräg aufsteigender Position. Ein weiteres kleines, äußeres Schneidezahnpaar konnte manchmal noch im Unterkiefer ausgebildet sein, zusätzlich kam im Oberkiefer noch ein rudimentär erhaltener Eckzahn vor. Zwischen vorderem und hinterem Gebiss befand sich ein großes Diastema. Das hintere Gebiss bestand im Oberkiefer aus vier Prämolaren und drei Molaren, im Unterkiefer fehlte der erste Prämolar. In Einzelfällen war auch im Oberkiefer der erste Backenzahn reduziert. Die vorderen Prämolaren waren sehr klein, während die hinteren fast die Größe der folgenden Molaren erreichten. Die Molaren selbst ähnelten denen der Nashörner, besaßen aber weniger geschwungene Schmelzfalten. Der Zahnschmelz war aber mit 4 mm sehr dick. Allgemein zeichneten sich die Molaren durch moderat hohe (hypsodonte) Zahnkronen aus. Häufig wies der letzte Molar die größten Dimensionen auf und besaß Längen von über 10 cm. Allgemein waren die Backenzähne aber, bezogen auf die generelle Größe der Tiere, sehr klein, die Gesamtlänge der Backenzahnreihe betrug 40 cm und mehr.

### Körperskelett

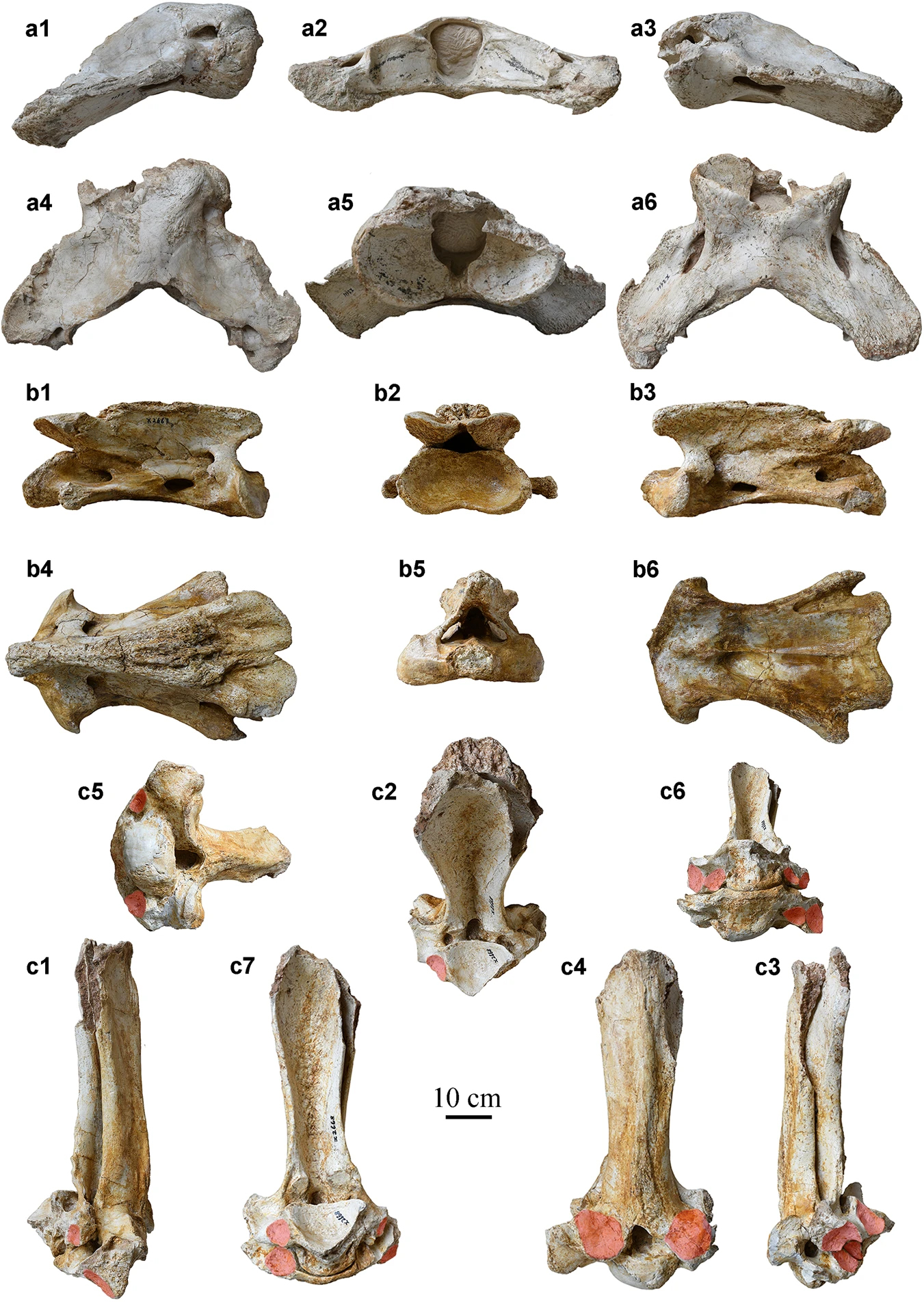
Wirbel von Paraceratherium

Die am Schädel ansetzenden Halswirbel erreichten eine enorme Größe und waren in der Länge gestreckt, was den langen Hals von Paraceratherium bewirkte. Die Länge der gesamten Halswirbelsäule übertraf die des Schädels um das anderthalb- bis zweifache. Die Lage der Gelenkflächen an den Wirbeln zeigt, dass der Kopf in der Regel horizontal gehalten wurde. Die beiden ersten Halswirbel waren deutlich kürzer sowie breiter und schränkten dabei eine vertikale Bewegung ein. Aufgrund dessen scheint eine pferde- oder okapiähnliche dauerhafte Kopfhaltung mit nach oben angewinkeltem Hals kaum möglich. Die enorme Breite der Wirbelkörper des Halses, welche deren Höhe übertrifft, im Verbindung mit ausladenden Querfortsätzen limitierten aber möglicherweise auch stärkere seitliche Bewegungen. Die Dornfortsätze der ersten Brustwirbel waren extrem lang und indizieren dadurch einen kleinen Buckel direkt hinter dem Nacken, zudem aber auch eine Muskulatur, die kräftig genug war, den schweren Kopf zu halten. Seitlich an den Körpern der Wirbel vor dem Kreuzbein bestanden kleine, rundliche Aushöhlungen (Pleurocoele oder Luftsäcke), die denen der großen Sauropoden ähneln, es ist aber unbekannt, womit diese gefüllt waren.
Die Gliedmaßen waren sehr langgestreckt und setzten wie bei den heutigen Nashörnern leicht gewinkelt unter dem Körper an. Der Oberschenkelknochen erreichte Längen von 120 bis 150 cm, dieser besaß zudem im Gegensatz zu den nahe verwandten Nashörnern weniger stark ausgebildete Trochanter (großer, kleiner und dritter), was möglicherweise auf die enorme Streckung des Gesamtknochens zurückzuführen ist und eine Parallele in der Entwicklung der Elefantenfemora findet. Das Schienbein war dagegen mit 80 bis 90 cm Länge deutlich kürzer. Generell war der Oberarmknochen mit 90 bis 99 cm kürzer als die Speiche, die teilweise über 120 cm Länge erreichte. Das Verhältnis dieser beiden Langknochen zueinander lässt auf eine Herkunft von schnellläufigen Vorfahren schließen. Sowohl die Vorder- als auch die Hinterbeine endeten in je drei Zehen, wobei der mittlere am größten war. Die Metapodien waren dabei seitlich teilweise verschmälert und markant verlängert – der mittlere konnte bis über 63 cm lang werden –, die Zehenknochen zusätzlich deutlich abgeplattet.

## Fundstellen

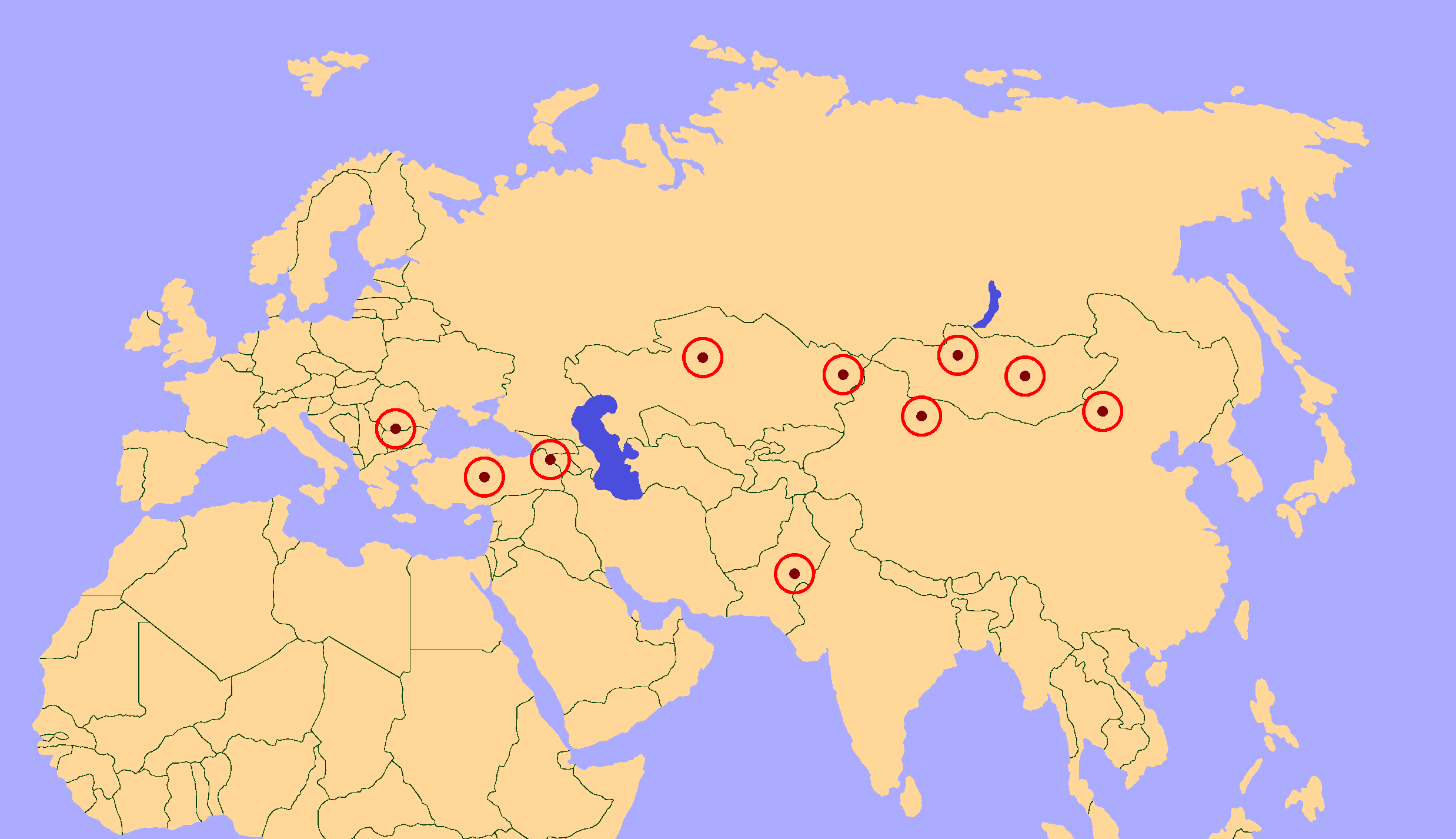
Die wichtigsten Fundgebiete von Paraceratherium in Eurasien

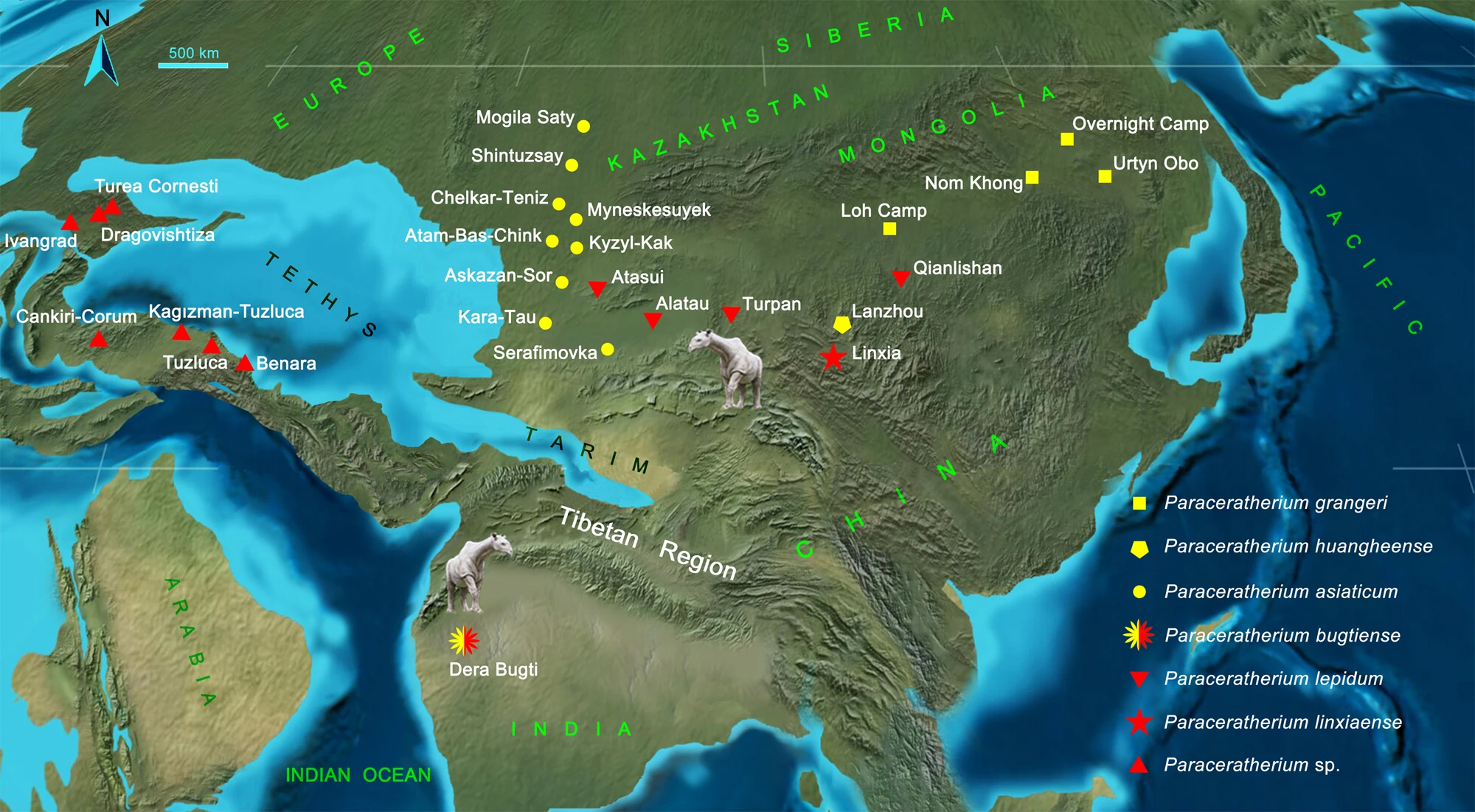
Fundgebiete der Fossilien von Paraceratherium vor dem Hintergrund der damaligen Verteilung der Landmassen, Unteres Oligozän (gelb) und Oberes Oligozän (rot)

Bedeutende Fundstellen finden sich im ehemaligen Belutschistan im heutigen westlichen Pakistan. Von dort stammen auch die ersten Funde aus den Bugti-Bergen. Sehr fundreiche Gebiete liegen des Weiteren bei Torghai im nordwestlichen Kasachstan, deren Fossilien zu den größten Vertretern von Paraceratherium gehören, aber auch in anderen Landesteilen sind Reste dieser Tiergattung bekannt, so aus den Aktau-Bergen im Südosten. Von herausragender Bedeutung ist vor allem das Tsagan-Nor-Becken in der Mongolei, wo die meisten Funde aus der Hsanda-Gol-Formation stammen und den bisher vollständigsten Schädel einschließen. Auch diese Funde repräsentieren teilweise sehr große Formen. Die nördlichen und nordwestlichen Provinzen Chinas bergen überdies ebenfalls zahlreiche Fossilien, die aber auch andere Indricotherien-Formen umfassen. Genannt werden können hier etwa das Linxia- und Lanzhou-Becken in der Provinz Gansu sowie das Dsungarische Becken, das Hami-Becken und die Turpan-Senke in der autonomen Region Xinjiang. In jüngerer Zeit wurden Paraceratherium-Funde auch aus der Türkei bekannt, die teilweise sehr großen Vertretern angehören, so etwa aus der Kızılırmak-Formation im Çankırı-Çorum-Becken im zentralen und aus der Güngörmez-Formation im Kağızman-Tuzluca-Becken im nordöstlichen Anatolien. Die bisher westlichsten Fundpunkte liegen in Südosteuropa, wo Reste von Paraceratherium unter anderem in der Cuzăplac-Formation in Rumänien vorkommen, aber auch aus Montenegro (Berane) und Bulgarien (Dragovištiza) wurden einzelne Knochen berichtet.

## Paläobiologie

### Körpergröße

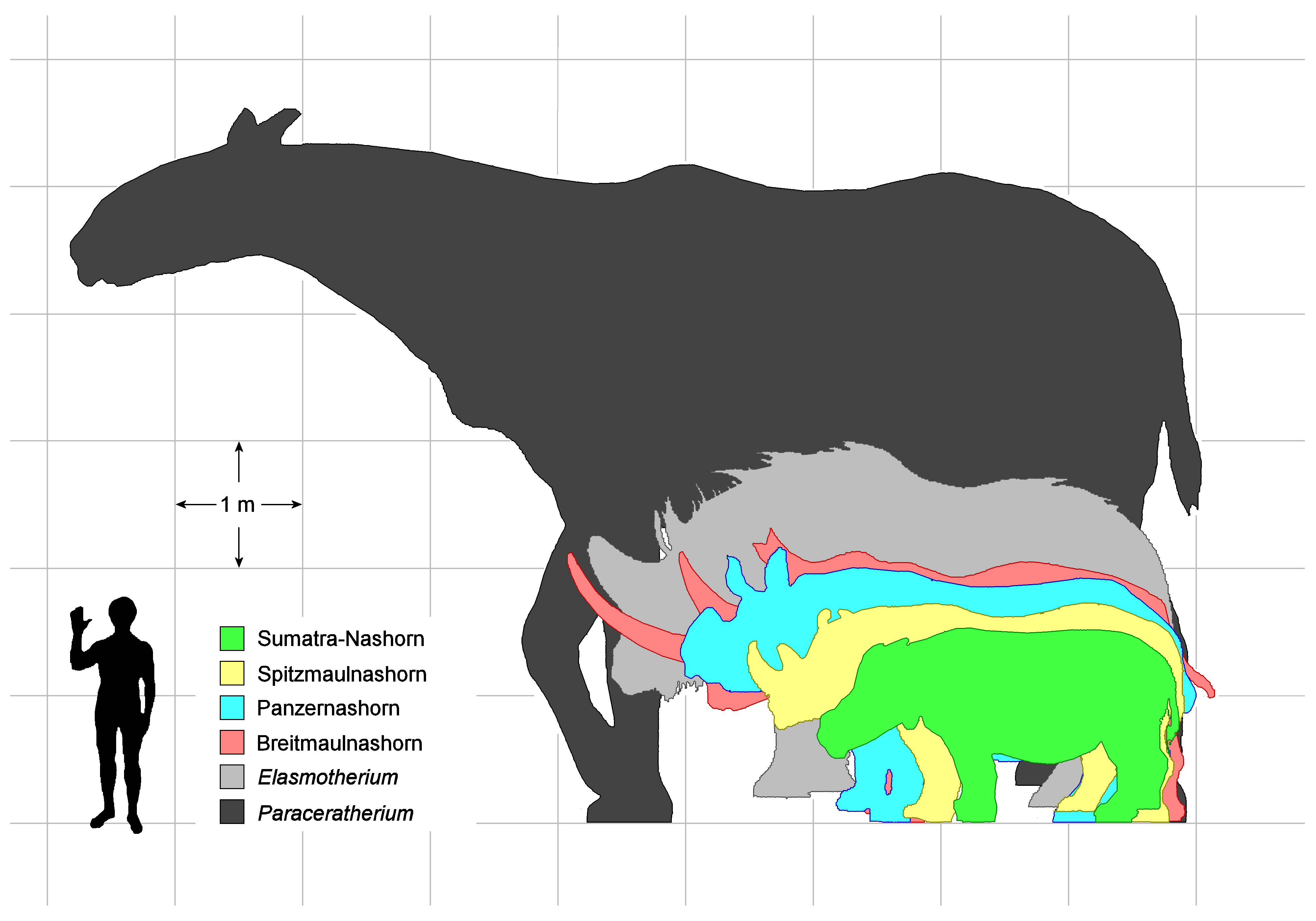
Größenvergleich von Paraceratherium mit Nashörnern als nächste verwandte Gruppe und dem Menschen

Ursprünglich wurde von einem Gewicht von bis zu 34 Tonnen ausgegangen, diese Werte beruhten aber auf Proportionsvergleichen mit heutigen Nashörnern und anderen heutigen Huftieren. Teilweise resultierten sie aus einem ersten, aber missglückten Rekonstruktionsversuch von Henry Fairfield Osborn aus dem Jahr 1923. Diese Gewichtsangaben erwiesen sich aber nach weiteren Studien als zu hoch. Heute wird von einem maximalen Gewicht von 15 bis 20 Tonnen, im Extremfall von 24 Tonnen ausgegangen, bei kleineren Exemplaren von 6,6 bis 9 Tonnen. Dabei nehmen diese Studien weitgehend den Vergleich einzelner Körperelemente zueinander als Grundlage und beziehen auch zahlreiche andere Tierarten mit ein. Bevorzugt werden hier vor allem der Schädel einschließlich der Zähne und die Gliedmaßen.
Dennoch können diese Gewichtsangaben nur als ungefähre Schätzwerte angesehen werden, da die Indricotherien in ihren Körperproportionen deutlich von anderen Unpaarhufern abweichen. Aufgrund dieser Werte gilt Paraceratherium aber letztendlich als das größte bekannte Landsäugetier aller Zeiten. Im Vergleich zum heutigen Afrikanischen Elefanten, der etwa 4 bis 6 Tonnen wiegt, ist Paraceratherium durchaus größer, der größte jemals geschossene Elefant wog jedoch immerhin rund 10 Tonnen und ist heute in der Smithsonian Institution ausgestellt. Die größten bekannten Rüsseltiere wiesen dem gegenüber ein Gewicht vergleichbar zu Paraceratherium auf. So wurde der Steppenelefant aus dem Pleistozän Eurasiens bis zu 4,5 m hoch und wog gut 14 Tonnen, ähnliche Angaben liegen für einige Vertreter der Gattung Palaeoloxodon vor. Deinotherium giganteum aus dem Miozän brachte es immerhin noch auf 4,3 m Schulterhöhe und 13 Tonnen Gewicht.
Möglicherweise stellen die von Paraceratherium erreichten 15 bis 20 Tonnen aufgrund der speziellen Nahrungsverwertung im Magen-Darm-Trakt die Obergrenze der Körpermasse bei landlebenden Säugetieren dar. Die angegebenen Größenwerte setzen voraus, dass Paraceratherium über eine ausreichende Thermoregulation verfügt haben muss. Das subtropische Klima, in dem es überwiegend lebte, lässt somit annehmen, dass es eine nur geringe Fellbedeckung besaß, ähnlich den anderen sehr großen Säugern heute, da ein dichtes Fell die überschüssige Körperwärme nur unnötig speichert und schlecht ableitet. Weiterhin deuten die Knochen rund um den Ohreingang, vor allem der Processus mastoideus und der Processus paroccipitalis, die beide jenen heutiger Elefanten entsprechen, darauf hin, dass die Ohrmuschel möglicherweise deutlich größer gestaltet war als vergleichsweise bei den heutigen Nashörnern und so ebenfalls einen Beitrag zur Regulierung des Wärmehaushaltes leisten konnte. Diese Interpretation wird aber teilweise auch skeptisch gesehen.

### Fortbewegung

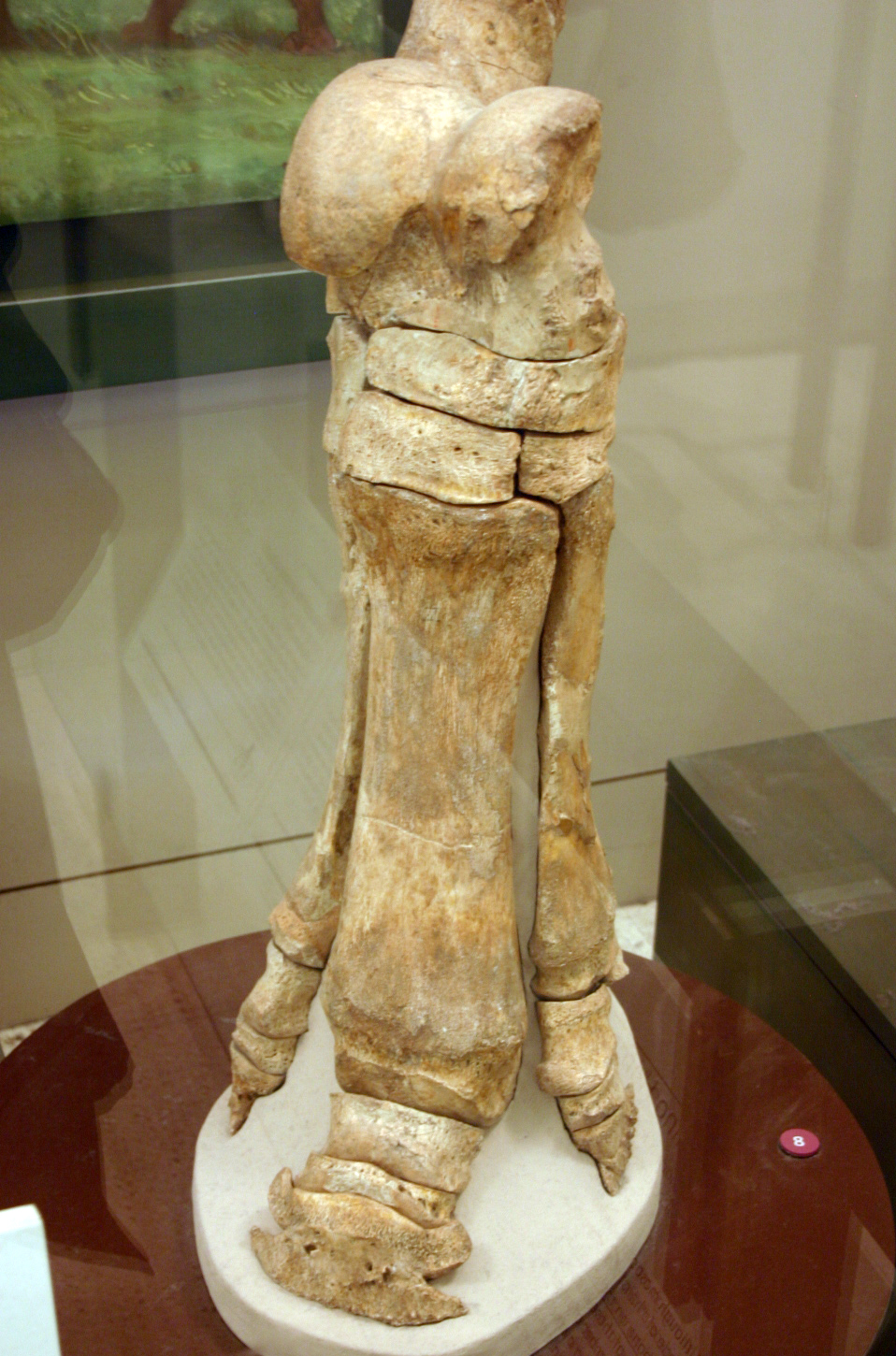
Hinterbein von Paraceratherium

Die meisten der heutigen extrem großen Säugetiere, wie die Elefanten, Nashörner und Flusspferde, besitzen Anpassungen an eine schwerfällige Fortbewegungsweise (graviportal), die sich aufgrund eines fehlenden Drucks durch Fressfeinde im ausgewachsenen Alter entwickelte, ihnen es aber ermöglicht, das hohe Körpergewicht zu tragen. Diese zeigen sich hauptsächlich bei den Gliedmaßen, die vor allem durch lange obere Abschnitte (Oberarm- und Oberschenkelknochen) und verkürzte untere, insbesondere der Hand- und Fußknochen, charakterisiert sind. Gerade bei den Metapodien (Mittelhand- und Mittelfußknochen) und den Phalangen (Finger- und Zehenglieder) sind diese Verkürzungen besonders deutlich erkennbar, die eine sehr schnelle Fortbewegung einschränken. Paraceratherium wies im Gegensatz dazu vergleichsweise kurze obere und lange untere Gliedmaßenabschnitte, insbesondere der Metapodien, auf, die auf seine Herkunft von den schnellläufigen (cursorialen) Hyracodontidae hinweisen. Als weiteres Anzeichen kann die Größenreduktion der seitlichen Strahlen der Vorder- und Hinterfüße gedeutet werden, da dies eine Tendenz zur Monodactylie („Einzehigkeit“) erkennen lässt. Im Gegensatz zu echten Fluchttieren wie etwa Pferden oder Rehen sind aber die Phalangen deutlich in ihrer Länge gekürzt und gleichen so denen der schwerfällig gebauten Nashörner und Elefanten, eine ähnliche Entwicklung ist auch bei den großen Sauropoden zu beobachten. Daraus lässt sich schließen, dass auch Paraceratherium in einer sehr schnellen Fortbewegung eingeschränkt war.

### Ernährungsweise
Der Bau der Zähne, der lange Hals und die generelle Größe der Tiere mit hoher Kopfposition machen es wahrscheinlich, dass Paraceratherium auf weiche Pflanzennahrung mit geringem Kieselsäureanteil spezialisiert war und sich höchstwahrscheinlich von Blättern, Zweigen, Knospen oder Blüten ernährte (browsing). Mikroskopische Abschleifspuren an den Backenzähnen zeigen dabei ein typisches Muster, welches jenem der heutigen, auf weiche Pflanzennahrung spezialisierten Pflanzenfresser gleicht. Zudem ergaben Isotopenanalysen der Backenzähne, die sowohl an Funden aus China als auch aus Pakistan vorgenommen wurden, dass sich Paraceratherium ausgehend vom Verhältnis der Kohlenstoff-Isotopen zueinander fast ausschließlich von Blättern ernährte.
Seine Größe ermöglichte es Paraceratherium dabei, in den Baumkronen mittelhoher Bäume seiner Zeit zu weiden, ähnlich wie es bei den heutigen Giraffen in Afrika zu beobachten ist. Bei zahlreichen rezenten auf Blattnahrung spezialisierten Tieren, wie beispielsweise bei den diversen sich so ernährenden Nashornarten, ist eine sehr bewegliche Oberlippe zur Unterstützung bei der Nahrungsaufnahme ausgebildet. Dies wird auch für Paraceratherium angenommen. Knöcherne Erhebungen als Muskelansatzstellen im Gesichtsschädel ebenso wie der weit nach hinten reichende Naseninnenraum weisen darauf hin, dass die Oberlippe sogar die Form eines kleinen, kurzen Rüssels, ähnlich den Tapiren, besessen haben könnte.
Es ist zu vermuten, dass bei Paraceratherium analog zu den heutigen und nachgewiesen auch bei einigen ausgestorbenen Unpaarhufern die Verdauung im hinteren Darmtrakt stattfand (Enddarmfermentierer). Daraus lässt sich schließen, dass die Verwertung der aufgenommenen Nahrung schlechter erfolgte als bei den Wiederkäuern, wodurch es nötig für ein Tier wurde, täglich große Nahrungsmengen aufzunehmen. Im Vergleich zu der Menge an Futter, die ein heutiger Elefant pro Tag vertilgen muss, ist von einer mindestens ebenso großen bei Paraceratherium auszugehen.

### Paläolandschaft

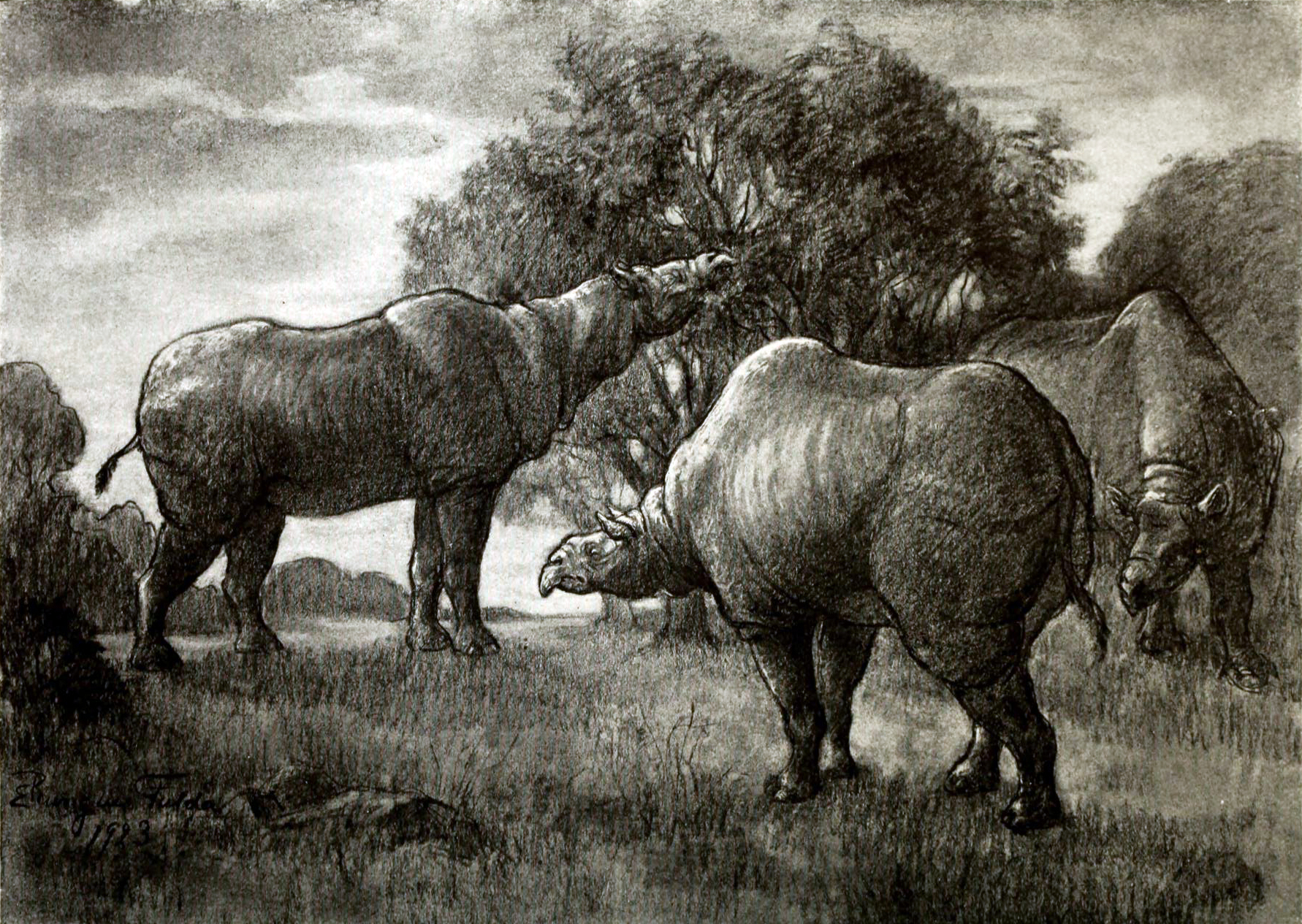
Lebendrekonstruktion von Paraceratherium, 1923

Die Größe der Tiere deutet darauf hin, dass sie in offenen Waldlandschaften oder Baumsavannen zu Hause waren. Neuere Untersuchungen an Fundstellen mit Paraceratherium-Resten belegen diese Vermutung. Diese offenen Landschaften gehen mit Klimaveränderungen während des Oligozäns einher, die zu kühleren und trockeneren Klimaten führten und so zur Öffnung der Landschaften beitrugen. Da Paraceratherium überwiegend Blattnahrung zu sich nahm, muss in solchen offenen Landschaften der Aktionsradius einzelner Tiere extrem groß gewesen sein, um die notwendige tägliche Nahrungsmenge zu erreichen. Ob diese Herden bildeten, ist unbekannt, die meisten Unpaarhufer leben solitär mit Mutter-Kalb-Beziehungen während der Aufzucht, nur einige Pferdearten bilden heute Herdenverbände, allerdings ist dies eine eher moderne Anpassung an Steppen- und Savannenlandschaften, die ab dem Miozän entstanden. Ausgewachsene Vertreter von Paraceratherium hatten wohl aufgrund der Größe kaum natürliche Feinde, allerdings finden sich an einigen Knochen aus den Bugti-Bergen in Pakistan Bissspuren, die auf ein riesiges Krokodil, Astorgosuchus, zurückgeführt werden, das bis zu 11 m lang wurde und offensichtlich gelegentlich ein Tier angriff.

## Stammesgeschichte
Paraceratherium geht vermutlich auf das nur ponygroße Forstercooperia als Basisform der Indricotherien aus dem mittleren Eozän zurück. Die darauf folgenden Gattungen Juxia und Urtinotherium aus dem späten Eozän und frühen Oligozän waren ebenfalls aufgrund der andersartigen Gebissmorphologie sehr urtümlich. Im frühen Oligozän vor 37 Millionen Jahren ist dann auch erstmals Paraceratherium nachgewiesen, zu den frühesten Funden gehören jene von Nei-Monggol (China). Die Gattung war über weite Gebiete von West- bis Ostasien verbreitet und kam in einer späteren Phase auch im südöstlichen Europa vor. Im Übergang vom Oberen Oligozän zum Unteren Miozän vor rund 23 Millionen Jahren starb sie dann aus. Zu den stammesgeschichtlich jüngsten Nachweisen gehören jene von den Bugti-Bergen in Pakistan, Altersangaben aus Lundo Chur, wo Ende der 1990er Jahre erneut Funde gemacht wurden, ergaben mit der Fission-Track-Datierung etwa 22,6 Millionen Jahre. Dieses Aussterben ging möglicherweise mit weiteren klimatischen Abkühlungen einher, aber auch mit der Ankunft neuer, konkurrenzfähigerer Pflanzenfresser, etwa der Rüsseltiere, die zu jener Zeit Eurasien über die neuentstandene Landbrücke durch die Schließung der Tethys aus Afrika erreichten und möglicherweise, ähnlich den heutigen Elefanten, aufgrund ihrer Lebensweise die Landschaften grundsätzlich zu ändern vermochten.

## Forschungsgeschichte

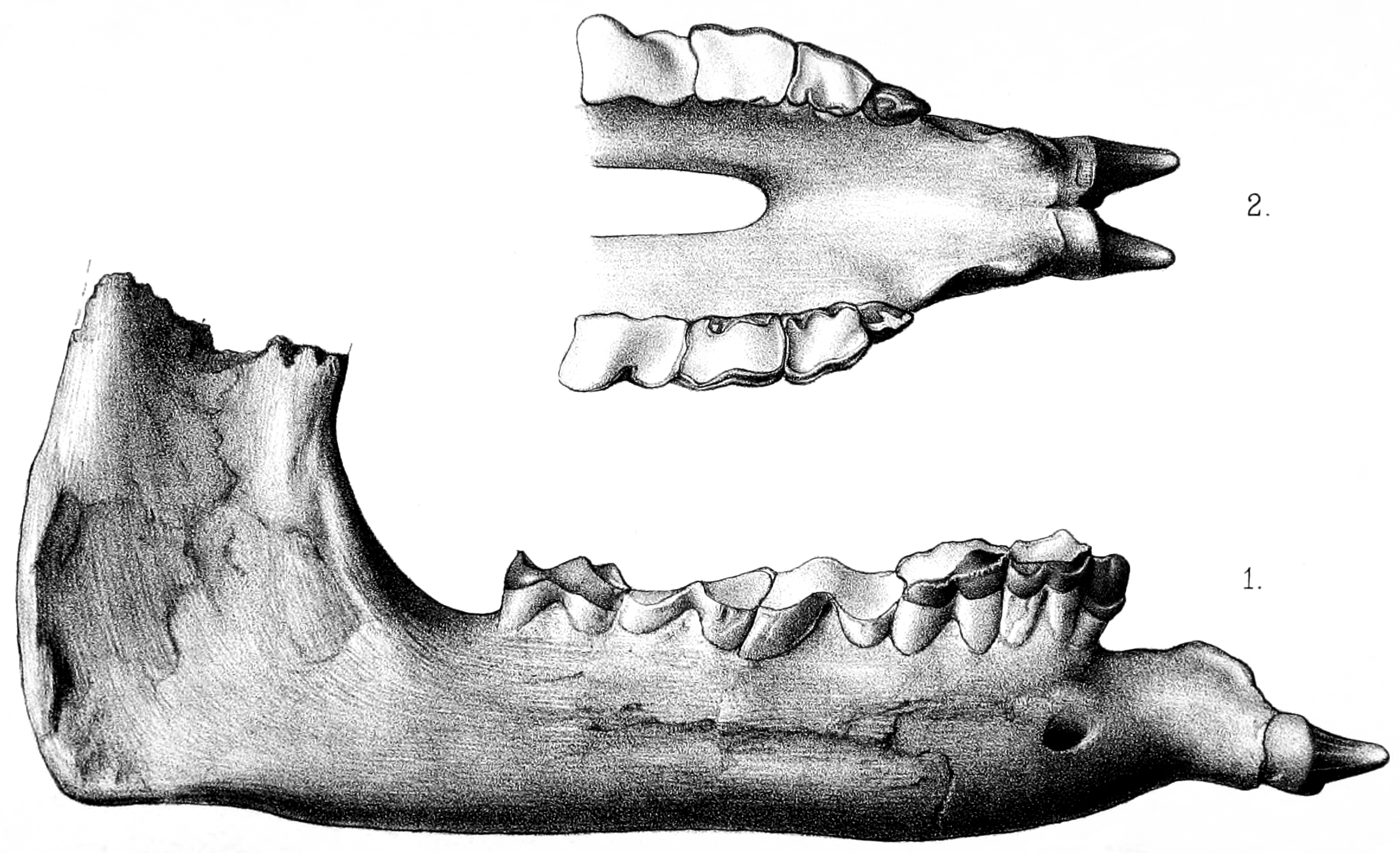
Unterkiefer von Paraceratherium, gefunden von Forster Cooper und von ihm als Holotyp der Gattung ausgewiesen

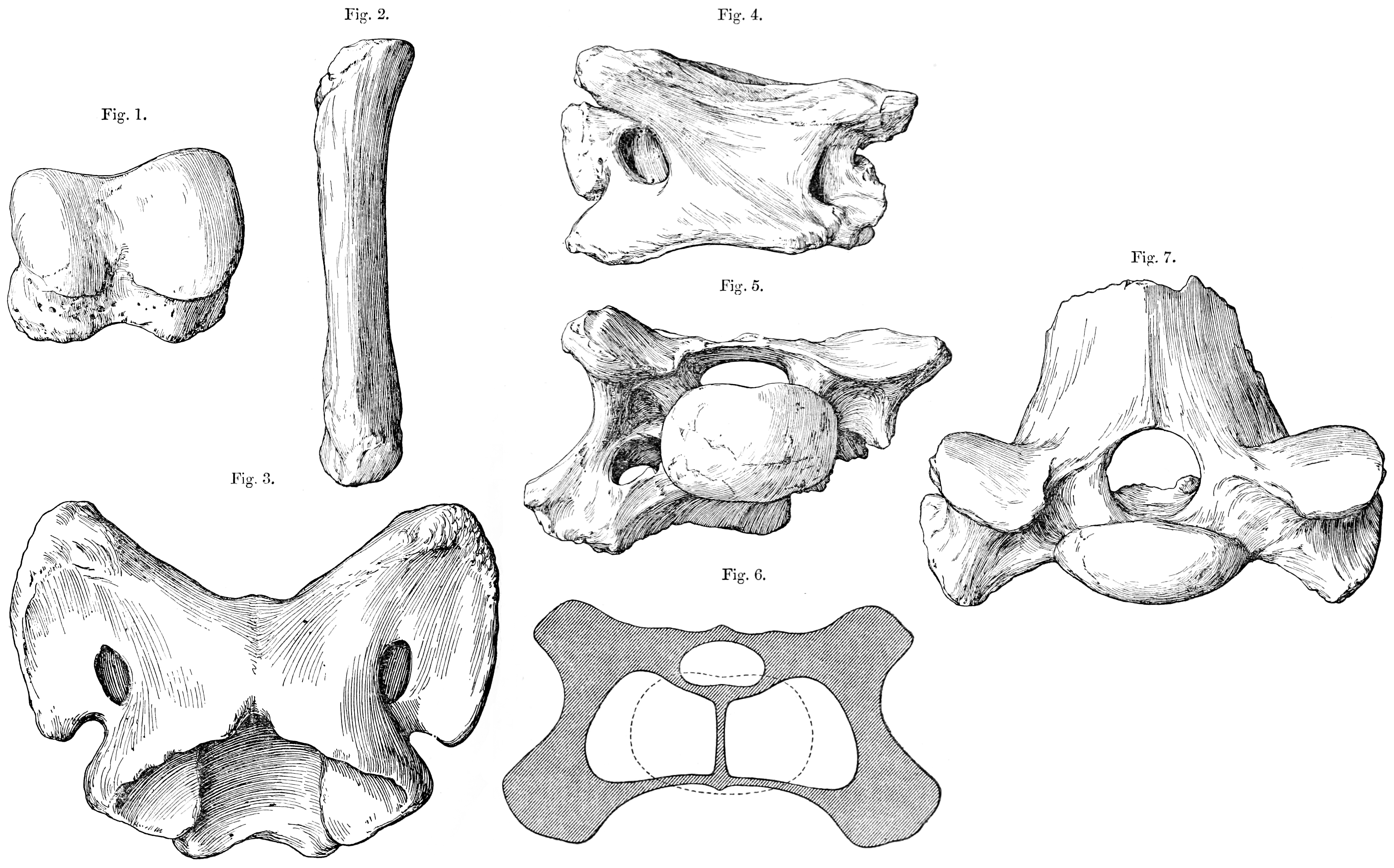
Sprungbein, Fußknochen und erster Halswirbel aus Forster Coopers Publikation 1913 zur Erstbeschreibung von Baluchitherium

Der Name Paraceratherium wurde 1911 von Sir Clive Forster Cooper (1880–1947) eingeführt. Die ersten veröffentlichten Knochen dieses Tieres, darunter ein hinterer Teil eines Unterkiefers und einzelne Oberkieferzähne, die während einer Expedition nach Dera Bugti (Bugti-Berge) in Belutschistan (Pakistan) entdeckt wurden, hatte bereits Guy Ellcock Pilgrim (1875–1943) im Jahr 1910 als Aceratherium bugtiense beschrieben. Weitere isolierte Oberkieferzähne wies Pilgrim der Art Bugtitherium grandincisivum zu, die vollständige Publikation des Materials erfolgte aber erst 1912. Pilgrims Interesse an dieser Region war durch die Fossilienfunde von William Thomas Blanford (1832–1905) aus dem Jahr 1882 geweckt worden. Die frühesten bekannten Funde stammten aber aus dem Jahr 1846, die ein Soldat namens Vickary fand, aufgrund ihres fragmentierten Charakters aber lange Zeit nicht zugeordnet werden konnten. Forster Cooper leitete 1910 eine eigene Expedition in das Gebiet und fand einen fast vollständigen Unterkiefer, mehrere Wirbel und Langknochen. Auf Basis dieses Materials und unter Berufung auf Pilgrims erster kurzer Erwähnung veröffentlichte Forster Cooper die Erstbeschreibung von Paraceratherium bugtiense, wobei der Unterkiefer als Holotyp der Gattung dient. Während einer weiteren Expedition im Jahr 1911 in die Region, genauer nach Lundo Tschur, ebenfalls Belutschistan, entdeckte Forster Cooper neben einem weitgehend vollständigen auch drei stärker fragmentierte Schädel. Die Fundstellen von Dera Bugti wurden erst in den der Mitte der 1990er Jahre wiederentdeckt, wobei die Originalfundstelle der heutigen Chitawara-Formation zugewiesen werden konnte.
Der Gattungsname Indricotherium basiert auf einer Beschreibung von Alexei A. Borissiak (1872–1944) aus dem Jahr 1915, die anhand von Funden aus Torghai im nördlichen Turkestan (Kasachstan) erfolgte. Diese umfassten neben Gebissfragmenten einen Großteil der Wirbel und der Knochen des Bewegungsapparates. Da die vollständige Artbenennung als Indricotherium asiaticum erst 1923 abgeschlossen war, wurde dieser Name nicht anerkannt, da bereits im vorangegangenen Jahr Maria Pavlova Indricotherium transouralicum anhand von Funden, darunter ein 63 cm langes Unterkieferfragment mit vollständiger hinterer Bezahnung, aus der gleichen Region beschrieben hatte.

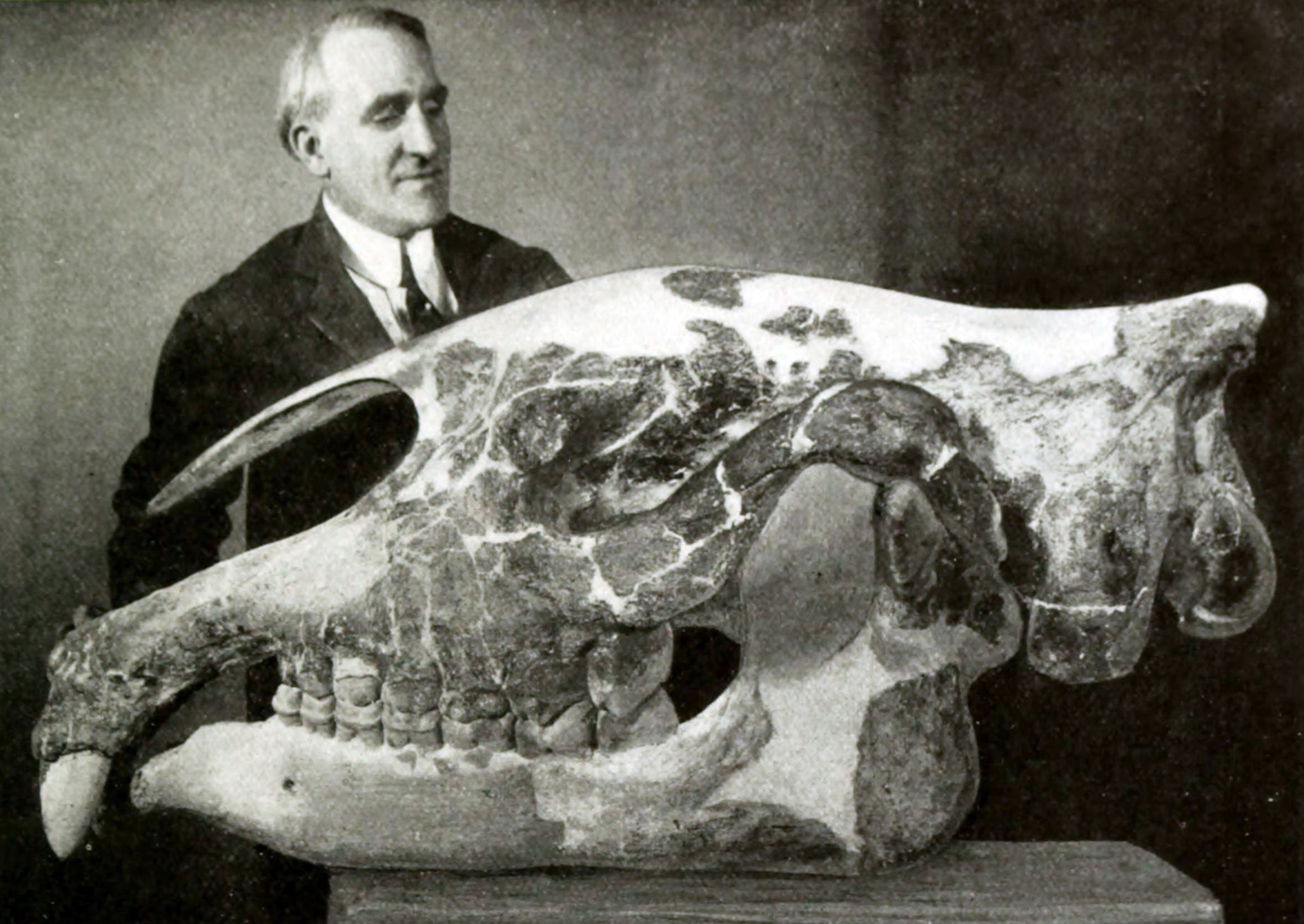
Der 1922 von der „Dritten Asiatischen Expedition“ des American Museum of Natural History zuerst gefundene Schädel von Baluchitherium

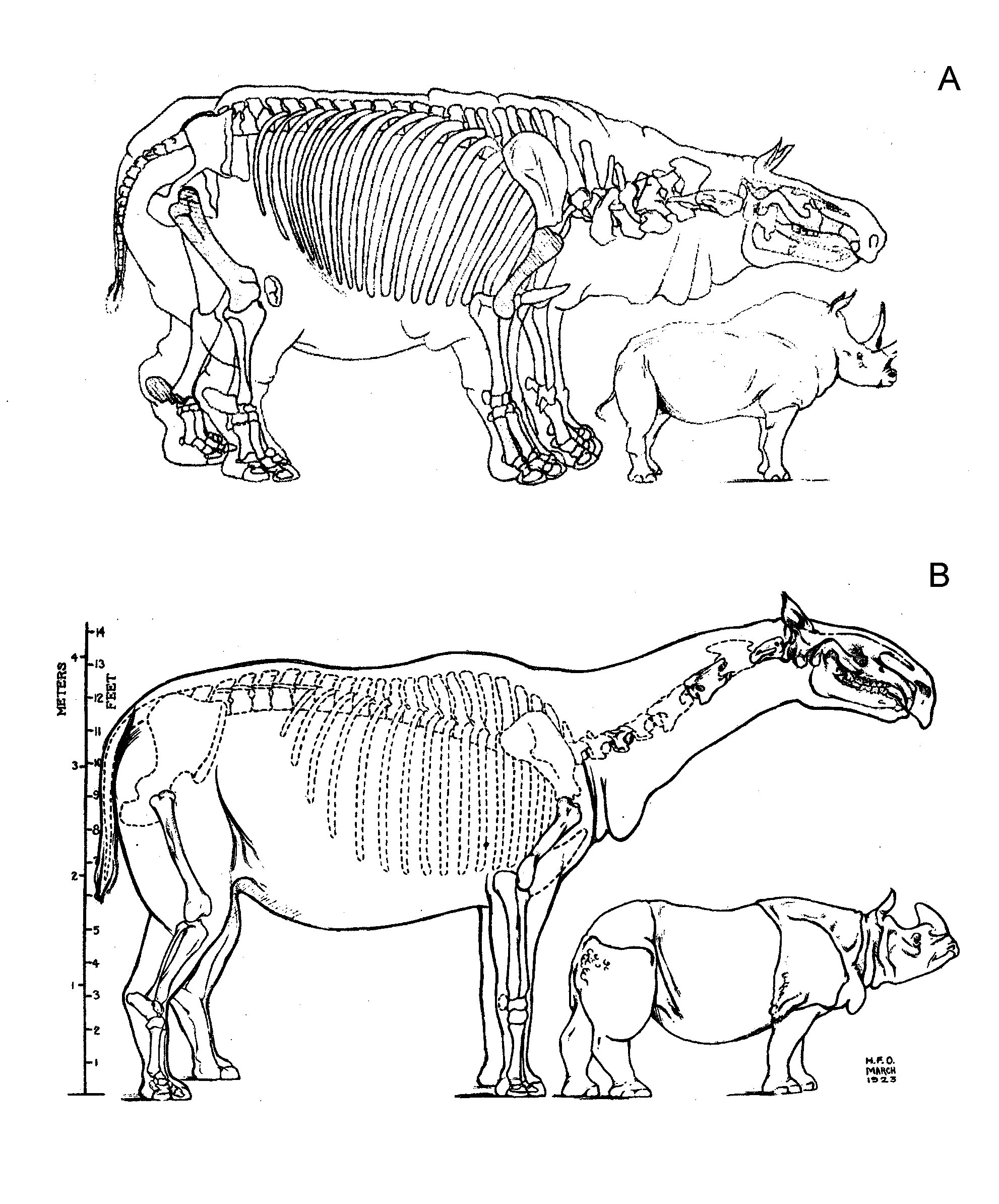
Rekonstruktion von Paraceratherium nach Henry Fairfield Osborn aus dem Jahr 1923, oben erste Version im Vergleich zum Breitmaulnashorn, unten zweite Version im Vergleich zum Panzernashorn

Weiteres umfangreiches Knochenmaterial wurde 1922 während der Second Central Asiatic Expedition of the American Museum of Natural History unter Leitung von Roy Chapman Andrews (1884–1960) und Walter W. Granger (1872–1941) im Tsagan-Nor-Becken in der Mongolei entdeckt, darunter ein Unterkiefer, ein nahezu vollständiger, aber in mehr als 360 Einzelteile zerfallener, 129 cm langer Schädel sowie ein Oberarmknochen. Diese wurden im darauffolgenden Jahr von Henry Fairfield Osborn (1857–1935) als Baluchitherium grangeri beschrieben. Der Gattungsname Baluchitherium war aber bereits 1913 von Forster Cooper aufgrund mehrerer sehr großer und seiner Meinung nach nicht zu Paraceratherium passender Wirbel eingeführt worden, nachdem der ursprünglich vorgesehene Name Thaumastotherium osborni für die von ihm neu beschriebene Art abgelehnt worden war, da die Gattung schon für ein Insekt aus der Gruppe der Schnabelkerfe vergeben worden war.
Während die ersten Funde aus China in das Jahr 1922 in der Ordos-Region der Inneren Mongolei am Ufer des Gelben Flusses datieren, begannen systematische Untersuchungen erst Ende der 1950er, Anfang der 1960er Jahre und standen teilweise in Verbindung mit gemeinsamen Expeditionen zusammen mit sowjetischen Paläontologen. Dabei kamen bedeutende Fossilreste zu Tage, die alle aus dem nördlichen Teil Chinas, vor allem aus Xinjiang und aus der Inneren Mongolei stammen und mehrere Schädel umfassen, darunter auch ein 121 cm langes Exemplar aus dem Dzungaria-Becken, aber auch Zahnreste und Teile des postcranialen Skelettes einschließen. Diese Funde wurden der Gattung Dzungariotherium zugewiesen, einem sehr großen Vertreter. Vor allem aus der Inneren Mongolei sind in jener Zeit zudem auch die ersten Überreste von Juxia und Urtinotherium entdeckt worden, zwei stammesgeschichtlich ältere Mitglieder der Indricotherien. Eine treibende Kraft hinter diesen Entdeckungen war der chinesische Paläontologe Chow Minchen (1918–1996).
Europäische Funde kamen deutlich später zu Tage und sind insgesamt sehr selten. Bruchstücke von Oberkieferbackenzähnen stammen aus einem Kohlebergwerk südöstlich von Berane in Montenegro und wurden im Jahr 1957 veröffentlicht. Ihre Merkmale sprachen für einen Verweis zu Indricotherium, ebenso wie bei einem letzten Prämolaren des Oberkiefers aus einer Tongrube bei Dragovištiza in Bulgarien. Darüber hinaus kamen im Kreis Cluj in Rumänien einige Oberkieferbackenzähne zu Tage, die in ihrer Erstpublikation 1960 gleichfalls zu Indricotherium gestellt, später aber mit Benaratherium gleichgesetzt wurden. Diese Gattung kleinerer Vertreter der Indricotherien hatte fünf Jahre zuvor L. K. Gabunia unter Berufung auf einen rechten Unterkieferast aus Benara in Georgien eingeführt. Ihr können insgesamt aber nur wenige Funde zugewiesen werden, so unter anderem einige Handwurzelknochen wie ein Mondbein, das bereits 1951 von der gleichen Fundstelle berichtet wurde. Aufgrund des extrem geringen Fundmaterials ist die Stellung von Benaratherium aber sehr unsicher.
Eine erste Rekonstruktion erfolgte 1923 von Osborn, die aber nur auf wenigen Funden aus der Mongolei basierte und dadurch einen zu nashornähnlichen Charakter trug mit deutlich zu kurzen Gliedmaßen und zu kurzem Hals. Noch im gleichen Jahr fertigte er eine erfolgreichere Rekonstruktion an, die er anhand umfangreicherer Funde aus der Mongolei und Belutschistan erstellte. Ihr folgte der Rekonstruktionsversuch von Borissiak im Jahr darauf, den er basierend auf den Indricotherium-Funden durchführte und dem er mangels eines vollständigen Schädels den von Baluchitherium hinzufügte. Seine Rekonstruktion wich aber von der Osborns zweiter im Bezug auf die Körperproportionen ein wenig ab, kam dem realen Aussehen von Paraceratherium aber ebenfalls deutlich nahe. Eine sehr umfassende und bis heute bildbestimmende Rekonstruktion ist jene von Granger und Gregory aus dem Jahr 1935, die mit Hilfe der mongolischen Funde erfolgte und der sich auch eine umfangreiche Beschreibung des Fundmaterials anschloss. Es ist dabei zu erwähnen, dass diese Rekonstruktion verschiedenes Fundmaterial einschließt, das von beiden Autoren in vier unterschiedliche Größenklassen eingeteilt wurde, da es von mehreren Individuen mit abweichender Körpergröße stammte.

## Systematik

### Äußere Systematik

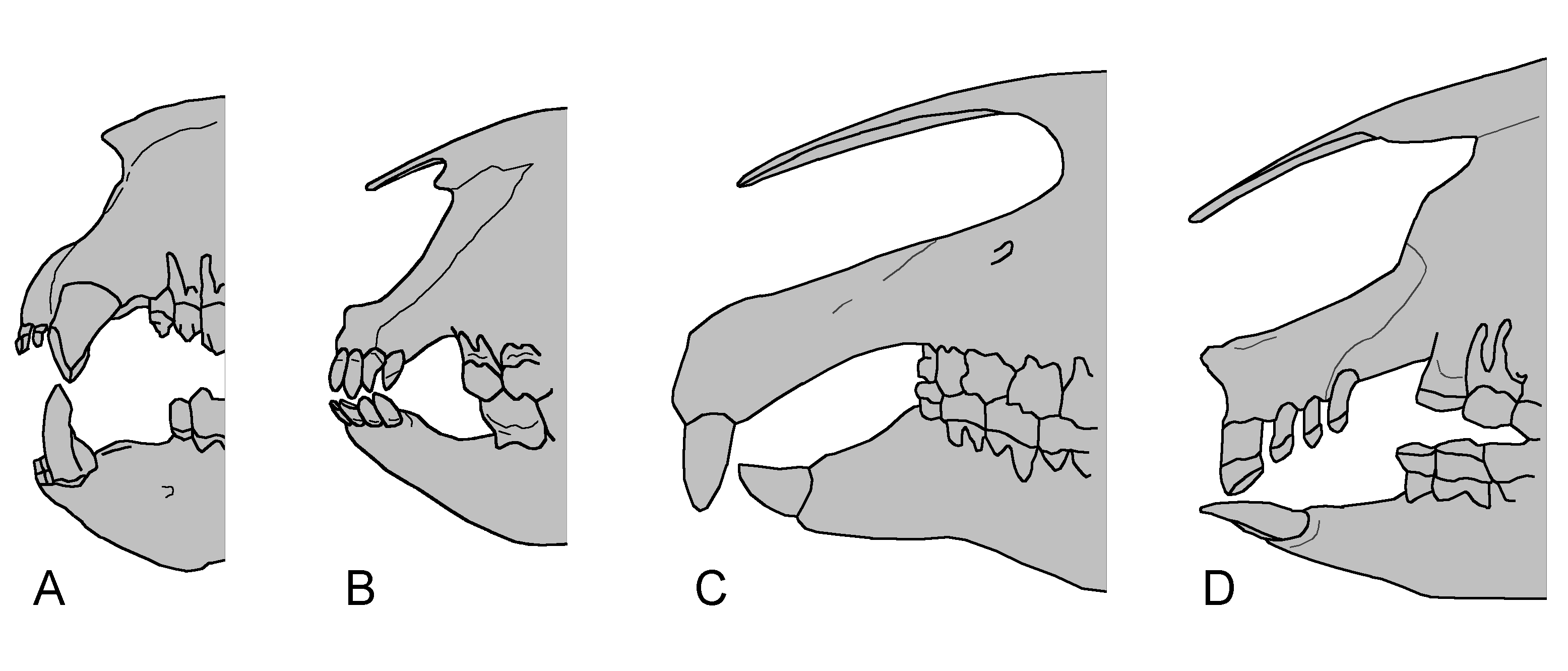
Das Vordergebiss von vier Familien der Rhinocerotoidea, A: Amynodontidae (Metamynodon), B: Hyracodontidae (Hyracodon), C. Indricotheriidae (Paraceratherium), D: Rhinocerotidae (Trigonias)

Als ein Gattungsvertreter aus der Überfamilie der Rhinocerotoidea war Paraceratherium mit den heutigen Nashörnern (Rhinocerotidae) verwandt, trug aber selbst keine Hörner. Bei seiner Entdeckung wurde die Tiergattung zunächst von Forster Cooper den Nashörnern zugewiesen, von Borissiak stammt die Bezeichnung der Unterfamilie Indricotheriinae (Indricotherien), die er 1923 einführte und die er damals ebenfalls als Mitglied der Nashörner sah. Im gleichen Jahr schlug Osborn die Bezeichnungen Baluchitheriinae beziehungsweise Paraceratheriinae vor, beide Benennungen haben aber keine Gültigkeit. Im Jahr 1939 allerdings etablierte Borissiak den Familiennamen Indricotheriidae als Schwestertaxon der Nashörner, der in der Folgezeit aber kaum Anerkennung fand. Fast 30 Jahre später wurde die Gruppe der Indricotherien 1967 aufgrund ihres komplexeren und teilweise anders strukturierten vorderen Gebisses aus den Rhinocerotidae ausgeschlossen und den Hyracodontidae zugewiesen. Die Hyracodontidae bildeten zu diesem Zeitpunkt innerhalb der Rhinocerotoidea das Schwestertaxon der Nashörner. Als Unterschied zwischen den beiden Gruppen wurde die Struktur des vorderen Gebisses herangezogen. So besitzen die echten Nashörner in der oberen Zahnreihe ein Paar plattenförmiger Schneidezähne, während im Unterkiefer spitze, dolchförmige Zähne ausgebildet sind (sogenannte „Meißel-Stoßzahn-Anordnung“). Die Hyracodontidae hingegen weisen ein relativ variables Vordergebiss auf. Die Indricotherien ähneln dabei den Nashörnern, zeigen im oberen Gebiss aber ebenfalls dolchartige Schneidezähne. Dass ein am Vorderfuß ausgebildeter rudimentärer vierter Zeh bei basalen Indricotherien eine Stellung innerhalb der echten Nashörner befürwortete, wurde weitgehend abgelehnt, da dieses Merkmal bei vielen urtümlichen Nashornartigen ebenfalls auftritt. Die Ausgliederung der Indricotherien aus den Nashörnern wurde mehrheitlich begrüßt, ist allerdings auch nicht ganz unumstritten. Aufgrund der hohen Variabilität der Hyracodontidae wurde den Indricotherien in den 2010er Jahren ein eigenständiger Familienstatus zugewiesen.
Innerhalb der Indricotheriidae ist die Eigenstellung von Indricotherium Gegenstand einer häufig geführten Diskussion. Während Baluchitherium schon sehr früh als identisch mit Indricotherium erkannt wurde und beide letztendlich 1959 zu Indricotherium zusammengeführt wurden, war die Beziehung zu Paraceratherium lange ungelöst. Bemerkenswert ist der Größenunterschied zwischen dem kleineren Paraceratherium und dem wesentlich größeren Indricotherium. Weitere Unterschiede betreffen die Form des Unterkiefers und des Schädels sowie den Zahnbau und die Zahnanzahl, vor allem bei den Schneidezähnen. So besaß Indricotherium zwei kleinere Schneidezähne zwischen den oberen großen dolchartigen Stoßzähnen, während dies bei Paraceratherium nicht der Fall war. Auch die Stellung der unteren Schneidezähne unterscheidet sich in ihrer anatomischen Ausprägung bei beiden Formen, da jene von Indricotherium deutlich steiler aufgerichtet waren. Trotz des geringen Fossilmaterials gerade dieser Körperpartien wurde deshalb schon in den 1960er und 1970er Jahren diskutiert, ob die bekannten Abweichungen auf unterschiedliche Arten oder Gattungen zurückzuführen sind. Allerdings wurden beide Formen 1989 in einer Revision der Indricotherien durch Spencer G. Lucas und Jay C. Sobus als zu einer Gattung (Paraceratherium) gehörig zusammengeführt und die Unterschiede intraspezifisch als Geschlechtsdimorphismus angesehen, wonach Indricotherium möglicherweise die männliche und Paraceratherium die weibliche Form darstellen. Grundlage dafür waren neben morphologischen und metrischen Zahnvergleichen vor allem mehrere Schädel aus dem Turpan-Becken in China, die allesamt kaum Variationsunterschiede ergaben. Trotzdem befürworten zahlreiche Forscher aufgrund der vorhandenen Unterschiede auf eine Trennung der beiden Formen.
Neben Paraceratherium gehören auch noch Pappaceras, Forstercooperia, Juxia und Urtinotherium zu den Indricotherien. Diese unterscheiden sich weitgehend in der höheren Anzahl der Zähne des vorderen Gebisses voneinander und sind allesamt kleiner. Das von Borissiak 1939 basierend auf Schädelfunden aus der Nähe des Aralsees beschriebene Aralotherium wurde ebenfalls 1959 bei der Gesamtbearbeitung des Fundmaterials der Indricotherien mit Paraceratherium gleichgestellt. Ursprünglich wurde mit Dzungariotherium (die Beschreibung basierte auf einem nahezu vollständigen Schädel aus Nordwestchina) noch eine weitere Gattung beschrieben, im Zuge der taxonomischen Überarbeitung 1989 jedoch in Paraceratherium mit eingeschlossen, was aber nicht vollständig akzeptiert wird. Als markanter Unterschied wird unter anderem die Ausdehnung des Naseninnenraums genannt, der bei Dzungariotherium bis zur Orbita reichte, bei Paraceratherium jedoch deutlich davor endete. Auch die Eigenständigkeit von Turpanotherium ist nicht ganz eindeutig, hierbei handelt es sich um eine vergleichsweise kleine Form. Unklar bleibt zudem die taxonomische Stellung von Benaratherium aus Georgien, eingeführt von L. Gabunia 1955, da diese Gattung bei der 1989 erfolgten Revision aufgrund zu weniger Funde nicht stärker berücksichtigt werden konnte.

### Innere Systematik
Zahlreiche unterschiedliche Arten wurden von Paraceratherium beschrieben, aufgrund der Mehrfachbenennung der Gattung überschneiden sich mehrere dieser Formen. So wurden Baluchitherium grangeri, Indricotherium transouralicum und Indricotherium asiaticum bzw. Paraceratherium bugtiense und Baluchitherium osborni bereits früh als synonyme Arten erkannt. Im Folgenden werden die neun heute anerkannten Arten kurz aufgeführt, von denen die ersten vier durch die Revision der Gattung durch Lucas und Sobus 1989 anerkannt sind, die weiteren fünf damals nicht berücksichtigt oder danach neu beschrieben wurden:
- P. bugtiense (Pilgrim, 1908, 1910, 1912), ursprünglich Aceratherium, stellt die Typusart von Paraceratherium dar und war ein kleinerer Vertreter, der etwa 5,8 bis 9,1 Tonnen wog. Hauptsächlich nachgewiesen ist die Art in Pakistan.[6][3][26]
- P. transouralicum (Pavlova, 1922), ursprünglich Baluchitherium und Indricotherium, war eine große Art. Bullen wogen einzelnen Berechnungen zufolge möglicherweise etwa 15 bis 20 Tonnen, Kühe wahrscheinlich nur 9 bis 11 Tonnen. Andere Angabe belaufen sich auf 9,3 bis 13,9 Tonnen insgesamt. Bedeutende Fundgebiete sind Kasachstan und die Mongolei. Neben P. bugtiense ist dies die am besten erforschte Art.[11][3][26]
- P. prohovori (Borissiak, 1939), ursprünglich Aralotherium, war ein kleinerer Vertreter, der ein Gewicht von 6,6 bis 9,3 Tonnen aufwies und vor allem im östlichen Kasachstan nachgewiesen wurde. Die Art besaß ein höheres Schädeldach und weicht mit einzelnen anatomischen Unterschieden im Unterkiefer ab.[3][8][26]
- P. orgosense (Qiu, 1973), ursprünglich Dzungariotherium, war eine große Art und erreichte etwa die Ausmaße von P. transouralicum. Möglicherweise übertraf sie letztgenanntere, da die Zähne bis zu 25 % größer sind als bei P. transouralicum. Gewichtsangaben gehen bei großen Individuen von bis zu 18,3 Tonnen aus,[26] es werden aber auch bis zu 24 Tonnen genannt.[4][66] Die Art ist unter anderem anhand eines nahezu vollständigen, 121 cm langen Schädelfundes aus dem Dsungarischen Becken in Xinjiang im Nordwesten Chinas dokumentiert und besaß sowohl im Ober- als auch im Unterkiefer jeweils ein Schneidezahnpaar, das deutlich in der Länge reduziert war. Weitere Charakteristika stellen die seitlich verbreiterten Prämolaren und ein nahezu nicht vorhandenes Diastema dar.[50]
- P. zhajremensis Bayshashov, 1988 war eine große Art, eventuell größer als P. transouralicum. Sie ist durch mehrere Unterkieferfragmente aus dem Südosten Kasachstans bekannt, die morphologisch von den anderen Arten abweichen, vor allem im extrem tiefen Knochenkörper des Unterkiefers unterhalb des letzten Molaren.[17]
- P. sui Ye, Meng & Wu, 2003 repräsentierte eine kleinere Art, die jedoch größer als P. bugtiense wurde. Der bisher singuläre Unterkiefer aus Fuhai in Nordwestchina ähnelte stark dem der Typusart; die Symphyse des Unterkiefers ist aber deutlich nach unten gebogen. Anhand der Zähne ließ sich ein Gewicht von rund 13,4 Tonnen ermitteln.[8][26] Teilweise wird die Art auch zu Aralotherium gestellt.[9]
- P. yagouense Qiu, Wang & Deng, 2004 war eine kleine Art und in der Größe mit P. bugtiense vergleichbar. Sie unterscheidet sich von anderen Arten durch die Reduktion der oberen Schneide- und Eckzähne und höherkronige Backenzähne, allerdings beruht die Beschreibung auf einem Schädel eines nicht ausgewachsenen Tieres, der im Linxia-Becken in Gansu im Norden Chinas gefunden wurde.[67] Es besteht aber auch die Möglichkeit, dass P. yagouense zur 2007 neu eingeführten Gattung Turpanotherium gehört,[68] für die eine eventuell nähere Verwandtschaft mit Urtinotherium erwogen wird.[4]
- P. huangheense Li, Zhang, Li, Li & Xie, 2017, war eine große Art. Wissenschaftlich eingeführt wurde sie anhand von Resten des Ober- und Unterkiefers aus dem Lanzhou-Becken in der chinesischen Provinz Gansu, nahe dem Gelben Fluss, worauf sich auch der Artname bezieht. Die Funde datieren in das Untere Oligozän und sind rund 31,5 Millionen Jahre alt. Die Art ähnelt P. bugtiense, war aber deutlich größer (Länge der unteren Backenzahnreihe 41,5 cm im Vergleich zu 32,5 cm). Unterschiede zu andern Formen bestehen vor allem in Details der Unterkiefer- und Zahnmorphologie. Die aufgefundenen Skelettelemente, die auch zahlreiche Teile des Rumpfes und der Gliedmaßen beinhalten, führen zu Gewichtsangaben von rund 14,5 Tonnen.[69][26][13]
- P. linxiaense Deng, Lu, Wang, Flynn, Sun, He & Chen, 2021 repräsentierte eine größere Form, die basierend auf einem 116 cm langen Schädel samt eines 82 cm langen Unterkiefers sowie einigen Teilen des Körperskeletts aus dem Linxia-Becken in Gansu beschrieben wurde. Bezugnehmend auf die Skelettreste lag das vermutete Körpergewicht bei 8,7 bis 10,9 Tonnen. Das Alter der Funde beträgt rund 26,5 Millionen Jahren. Die Beschreiber der Art sehen sie als vergleichsweise modern an, die sich unter anderem durch einen tieferen Naseninnenraum und ein höheres Hinterhaupt von älteren Formen absetzt.[20][26]

Chinesische Paläontologen unterscheiden darüber hinaus drei weitere Arten:
- P. tienshanense Chiu, 1962 war eine große Art, möglicherweise so groß wie P. transouralicum oder größer, ist aber nur von einem fragmentierten Unterkiefer bekannt, der aus dem Hami-Becken in Xinjiang stammt. Die Mahlzähne verweisen auf ein Gewicht des Individuums von rund 19,6 Tonnen.[8][67][26] Der Unterkiefer wurde bereits 1959 vorgestellt[70] und drei Jahre später der neuen Art zugewiesen.[71] Mitunter wird die Art auch in der Gattung Dzungariotherium geführt.[9]
- P. lepidum Xu & Wang, 1978 war eine größere Art und übertraf die Maße von P. bugtiense. Sie ist bisher aber lediglich von einem Schädelfund aus der Turpan-Senke in Xinjiang belegt. Der Fund war assoziiert mit einer weitgehend vollständigen Hals- und Brustwirbelsäule, die ein Tier von insgesamt 7,2 m Länge rekonstruieren lassen, Gewichtsberechnungen reichen von 13,8 bis 14,6 Tonnen. Teilweise gilt P. zhajremensis als Synonymform.[8][67][9][26]
- P. turfanense (Xu & Wang, 1978), stellt eine kleinere Art dar, die auch zu Dzungariotherium gestellt wird. Das Fundmaterial umfasst einen stark fragmentierten vorderen Schädel, einzelne Unterkiefer und Reste des postcranialen Skelettes aus der Turpan-Senke. Anhand der Funde lässt sich ein Körpergewicht von 11,6 Tonnen annehmen.[9][26]